# ロバート・ハリス (画家)
ロバート・ハリス（Robert Harris CMG、1849年9月18日 - 1919年2月27日）は、ウェールズ生まれのカナダの画家で、連邦結成の父祖たちの肖像画によって最もよく知られている。
ウェールズ北部コンウィのカイルヒンに生まれたハリスは、幼い頃に、家族とともにリヴァプールを経由してプリンスエドワード島へやってきた。後にボストンで美術を学び、さらにロンドンのスレイド美術学校に学んだ上で、パリでレオン・ボナに師事し、ローマにも遊学した。各地を広く旅した後に、モントリオールに定住した。
連邦結成の父祖たちを描くという依頼を受けたのは、ハリスの経歴においてもまだ若い時期（1883年）のことであり、これによって肖像画家としてのハリスの評価は確立された。
その後、ハリスは、当時の新聞出版事業者からの委嘱を受けて、政治家から悪党まで、有名人の肖像画を依頼されるようになった。例えば、トロントの新聞『The Globe』の依頼により、ドネリー一家（いわゆる Black Donnellys）を殺害した容疑をかけられた被疑者たちの肖像画を描いた。ハリスは、王立カナダ美術院 (RCA) の創設メンバーであり、1893年には院長に選出された。ハリスの作品の重要なコレクションは、シャーロットタウンのコンフェデレーションセンター・オブ・ジ・アーツに収蔵されている。
ハリスが描いた「A Meeting of the School Trustees」は、プリンスエドワード島の教師ケイト・ヘンダーソンが、学校の理事たちと対峙する様子を描いたもので、1980年にカナダの切手の図柄に採用され、また、短編映像シリーズ『Heritage Minutes』でドラマ化された。
ハリスは結婚していたが、子どもはいなかった。建築家ウィリアム・クリッチロー・ハリスは弟であり、従妹であったキャスリーン・モリスの芸術作品にも、積極的な関心を寄せていた。
|  |  |

## 関連文献
- Moncrieff Williamson, Robert Harris: An Unconventional Biography, Toronto: McClelland & Stewart, 1973.